# Charles Paine
Charles Paine, född 15 april 1799 i Williamstown, Vermont, död 6 juli 1853 i Waco, Texas, var en amerikansk politiker (whig). Han var guvernör i delstaten Vermont 1841–1843. Han var son till Elijah Paine.
Paine studerade vid Harvard University och fortsatte sedan familjeföretagets väveriverksamhet. Han efterträdde 1841 Silas H. Jennison som guvernör och efterträddes 1843 av John Mattocks. Efter sin tid som guvernör blev Paine en central aktör inom järnvägsbranschen i Vermont; år 1845 tillträdde han som verkställande direktör för Vermont Central Railway.
Paine avled 1853 i Texas och gravsattes på Elmwood Cemetery i Northfield, Vermont.